# 維齊夫
49°20′10″N 22°49′57″E / 49.33611°N 22.83250°E
維齊夫（烏克蘭語：Виців），是烏克蘭西部的村莊，隸屬利維夫州的桑比爾區。該村面積0.92平方公里，海拔高度527米，2001年人口97，人口密度每平方公里105.43人。